# Environmental Storytelling
Environmental Storytelling ist eine Methode, eine Erzählung zu erschaffen. Mithilfe Darstellungen in der Umgebung werden dem Publikum erzählerische Elemente vermittelt. Es gibt der Geschichte Kontext und lädt das Publikum dazu ein, selbständig zu erkunden und sich seine Meinung zu bilden. Besonders in der Gaming- und Filmindustrie wird Environmental Storytelling genutzt.

## Schlüsselelemente
Bei traditionellen Erzählformen wird Information oft mithilfe von Dialogen oder Zwischensequenzen vermittelt. Bei Environmental Storytelling werden dem Publikum Objekte geboten, die eine Geschichte suggerieren können. Durch den entstehenden Kontext wirkt die Geschichte lebendiger.

## Anwendungsbereiche
Environmental Storytelling wird hauptsächlich bei Videospielen und Filmen verwendet:
- Videospiel: Oft wird Environmental Storytelling in Videospielen benutzt, um die Geschichte lebendiger zu gestalten, die Erzählung fort zu schreiten und den Spieler mehr aktiv mit der Handlung zu interagieren.[3]
- Film und Theater: Bei Filmen hilft Environmental Storytelling um die Welt zu erweitern und die Handlung voran zutreiben und zu bereichern.[4]